# Liste von Sakralbauten im Landkreis Trier-Saarburg
Die Liste von Sakralbauten im Landkreis Trier-Saarburg listet alle Kirchen und (größeren) Kapellen sowie sonstigen Sakralbauten im rheinland-pfälzischen Landkreis Trier-Saarburg auf. Der Landkreis Trier-Saarburg ist aufgrund der Nähe zur Bischofsstadt Trier traditionell römisch-katholisch geprägt. Des Weiteren ist es üblich, dass selbst sehr kleine Ortschaften eine eigene (Filial-)Kirche besitzen, sodass ein sehr häufig anzutreffender Kirchentyp die kleine barocke bzw. klassizistische Saalkirche oder -kapelle mit Dachreiter ist.

## Liste
| Bild | Inneres | Name                                      | Kon- fession | Gemeinde/Ortsteil                              | Bauzeit             | Anmerkungen / Baustil |
| ---- | ------- | ----------------------------------------- | ------------ | ---------------------------------------------- | ------------------- | --- |
|      |         | St. Hubertus                              | röm.-kath.   | Aach (bei Trier) (Standort)                    | 1783                | Klassizistische Saalkirche |
|      |         | St. Maria                                 | röm.-kath.   | Aach (bei Trier)/Hohensonne (Standort)         | 1899                | Neoklassizistische Saalkirche |
|      |         | St. Bartholomäus                          | röm.-kath.   | Ayl (Standort)                                 | 1848                | Saalkirche |
|      |         | St. Nikolaus                              | röm.-kath.   | Baldringen (Standort)                          | 1822                | Schlichter Saalbau |
|      |         | St. Clemens                               | röm.-kath.   | Bekond (Standort)                              | 1828                | Nachbarocke Saalkirche |
|      |         | St. Trinitatis                            | röm.-kath.   | Bescheid (Hunsrück) (Standort)                 | 1746                | Barocke Saalkirche |
|      |         | St. Paulinus                              | röm.-kath.   | Beuren (Hochwald) (Standort)                   | 1837                | Klassizistische Saalkirche |
|      |         | St. Antonius von Padua                    | röm.-kath.   | Beuren (Hochwald)/Prosterath (Standort)        | 1888                | Neugotische Saalkirche mit Dachreiter |
|      |         | St. Arnulf und St. Margarethe             | röm.-kath.   | Bonerath (Standort)                            | 1702                | Barocker Saalbau |
|      |         | St. Johannes der Täufer                   | röm.-kath.   | Damflos (Standort)                             | 1858                | Klassizistischer Saalbau |
|      |         | St. Agritius                              | röm.-kath.   | Detzem (Standort)                              | 1736                | Barocke Saalkirche |
|      |         | St. Martin                                | röm.-kath.   | Ensch (Standort)                               | 1839                | Klassizistische Saalkirche |
|      |         | Mariä Heimsuchung                         | röm.-kath.   | Farschweiler (Standort)                        | 1788                | |
|      |         | St. Martin                                | röm.-kath.   | Fell (Mosel) (Standort)                        | 1867                | Neugotische Saalkirche |
|      |         | St. Stephanus                             | röm.-kath.   | Fell (Mosel)/Fastrau (Standort)                | 1825                | Klassizistische Saalkirche mit romanischem Chorturm. |
|      |         | St. Jakobus der Ältere                    | röm.-kath.   | Fisch (Saargau) (Standort)                     | 1667/ 1753          | Barocker Saalbau |
|      |         | St. Bartholomäus                          | röm.-kath.   | Föhren (Standort)                              | 1784/ 1951          | Barocke Saalkirche; 1951 Erweiterung um ein neues Langhaus und Drehung der Raumachse um 90°. 1981 erneute Drehung der Raumachse um 180°, sodass sich heute nun der Altarraum im alten barocken Kirchenschiff und die Orgel im Altarraum von 1951–1981 befindet. |
|      |         | St. Josef                                 | röm.-kath.   | Franzenheim (Standort)                         | 1849/ 1960          | Klassizistische Saalkirche 1849 mit modernem Anbau |
|      |         | Heilige Dreifaltigkeit                    | röm.-kath.   | Freudenburg (Standort)                         | 1858/ 1899          | Neugotische Pfarrkirche mit älterem Kern. |
|      |         | St. Ottilia                               | röm.-kath.   | Freudenburg/Kollesleuken (Standort)            | 1907                | Neugotische Saalkirche |
|      |         | St. Maria Rosenkranzkönigin               | röm.-kath.   | Geisfeld (Standort)                            | 1754                | Barocke Saalkirche nach den Plänen von Balthasar Neumann |
|      |         | St. Nikolaus                              | röm.-kath.   | Greimerath (Standort)                          | 1914                | Neubarocke Pfarrkirche |
|      |         | St. Medardus                              | röm.-kath.   | Grimburg (Standort)                            | 1924                | Historisierender Saalbau mit Dachreiter |
|      |         | Erscheinung des Herrn                     | röm.-kath.   | Gusenburg (Standort)                           | 1928                | Kirche im Stil des abstrakten Neubarock nach den Plänen von Ludwig Becker und Anton Falkowski. |
|      |         | St. Martin                                | röm.-kath.   | Gusterath (Standort)                           | 1797/ 1910          | Barocke Saalkirche; 1910 erweitert. |
|      |         | Evangelische Kirche                       | ev.          | Gusterath (Standort)                           | 1999                | |
|      |         | St. Cosmas und Damian                     | röm.-kath.   | Gutweiler (Standort)                           | 1898/ 1953          | Neugotische Kirche mit Turm aus dem Jahr 1953 |
|      |         | St. Laurentius                            | röm.-kath.   | Heddert (Standort)                             | 1801                | Schlichter Saalbau |
|      |         | St. Georg                                 | röm.-kath.   | Hentern (Standort)                             | 1865                | |
|      |         | St. Quirinus                              | röm.-kath.   | Herl (Standort)                                | 1846                | Schlichter Saalbau |
|      |         | St. Martinus                              | röm.-kath.   | Hermeskeil (Standort)                          | 1870                | Neuromanische Stadtpfarrkirche |
|      |         | Franziskanerkirche                        | röm.-kath.   | Hermeskeil (Standort)                          | 1930                | Ursprünglich Klosterkirche der Franziskaner. Von 2017 bis 2022 Kloster der Franziskanerinnen. In der Kirche befindet sich eine der ältesten erhaltenen Klais-Orgeln aus dem Jahr 1891.                                                                          |
|      |         | Evangelische Kirche                       | ev.          | Hermeskeil (Standort)                          | 1853                | Klassizistische Saalkirche |
|      |         | Neuapostolische Kirche                    | neuap.       | Hermeskeil (Standort)                          | 1997                | |
|      |         | St. Magdalena                             | röm.-kath.   | Hinzenburg (Standort)                          | 1842                | Schlichter Saalbau |
|      |         | St. Johannes der Täufer                   | röm.-kath.   | Hinzert-Pölert/Hinzert (Standort)              | 1810/ 1934          | Saalkirche |
|      |         | St. Blasius                               | röm.-kath.   | Hinzert-Pölert/Pölert (Standort)               | 1883                | Saalkirche |
|      |         | St. Maria Himmelskönigin                  | röm.-kath.   | Hockweiler (Standort)                          | 1887                | Klassizistischer Saalbau |
|      |         | St. Helena                                | röm.-kath.   | Holzerath (Standort)                           | 1810                | Schlichter Saalbau |
|      |         | St. Dionysius                             | röm.-kath.   | Igel (Mosel) (Standort)                        | 1759                | Barocke Saalkirche |
|      |         | St. Dionysius                             | röm.-kath.   | Igel (Mosel) (Standort)                        | 1954                | Neue Kirche des Ortes nach den Plänen von Architekt Peter Marx. |
|      |         | St. Gervasius und Protasius               | röm.-kath.   | Irsch (bei Saarburg) (Standort)                | 1806/ 1913          | Saalkirche; 1913 erweitert um das Seitenschiff |
|      |         | St. Marien                                | röm.-kath.   | Kanzem (Standort)                              | 1814                | Saalkirche mit Chorturm |
|      |         | St. Nikolaus                              | röm.-kath.   | Kasel (bei Trier) (Standort)                   | 1781/ 1927          | Barocke Saalkirche; 1927 im neubarocken Stil erweitert und Raumachse um 90° gedreht. |
|      |         | Alt St. Johannes der Täufer               | röm.-kath.   | Kastel-Staadt (Standort)                       | 13. Jh./ 1629       | Gotische Kirche; 1629 um ein zweites Kirchenschiff erweitert und neu eingewölbt. |
|      |         | Neu St. Johannes der Täufer               | röm.-kath.   | Kastel-Staadt (Standort)                       | 1962                | Heutige Pfarrkirche des Ortes |
|      |         | St. Bartholomäus                          | röm.-kath.   | Kell am See (Standort)                         | 1841                | Klassizistische Saalkirche; Eine Besonderheit ist die historische Weigle-Orgel aus dem Jahr 1912. |
|      |         | St. Margaretha                            | röm.-kath.   | Kenn (Standort)                                | 1746/ 1968          | Barocke Saalkirche mit modernem Anbau. |
|      |         | St. Remigius                              | röm.-kath.   | Kirf (Standort)                                | 1864                | Neugotische Saalkirche |
|      |         | St. Apollonia und St. Lucia               | röm.-kath.   | Kirf/Beuren (Standort)                         | 1927                | |
|      |         | St. Ägidius                               | röm.-kath.   | Kirf/Meurich (Standort)                        | 1730                | Barocker Saalbau |
|      |         | Rosenkranzkönigin                         | röm.-kath.   | Klüsserath (Standort)                          | 1783/ 1934          | Barocke Saalkirche mit neubarockem Anbau. |
|      |         | St. Nikolaus                              | röm.-kath.   | Konz (Standort)                                | 1961                | Moderne Stadtpfarrkirche im Stil des Brutalismus |
|      |         | St. Johann                                | röm.-kath.   | Konz/Karthaus (Standort)                       | 1780/ 1887          | Ursprünglich Klosterkirche der Kartäuser |
|      |         | Evangelische Kirche                       | ev.          | Konz/Karthaus (Standort)                       | 1897                | Neuromanisches Kirchengebäude |
|      |         | Neuapostolische Kirche                    | neuap.       | Konz/Karthaus (Standort)                       | 2006                | |
|      |         | St. Nikolaus                              | röm.-kath.   | Konz/Filzen (Standort)                         | 1854                | Saalkirche. |
|      |         | St. Maria und St. Lucia                   | röm.-kath.   | Konz/Hamm (Standort)                           | 1745                | Barocke Saalkirche mit gemauerter Turmspitze. |
|      |         | St. Donatus und St. Katharina             | röm.-kath.   | Konz/Kommlingen (Standort)                     | 1862                | Klassizistische Saalkirche mit Dachreiter. |
|      |         | St. Amandus                               | röm.-kath.   | Konz/Könen (Standort)                          | 1836/ 1951          | Klassizistische Saalkirche. |
|      |         | St. Ursula                                | röm.-kath.   | Konz/Krettnach (Standort)                      | 1734/ 1960          | Barocke Saalkirche mit romanischem Chorturm, 1960 um ein ausladendes Querhaus erweitert. |
|      |         | St. Wendelinus                            | röm.-kath.   | Konz/Niedermennig (Standort)                   | 1876                | |
|      |         | St. Barbara                               | röm.-kath.   | Konz/Obermennig (Standort)                     | 1723                | |
|      |         | Alt St. Briktius                          | röm.-kath.   | Konz/Oberemmel (Standort)                      | 1735                | Barocke Saalkirche; seit Einweihung der neuen Pfarrkirche nur noch als Friedhofskapelle genutzt. |
|      |         | Neu St. Briktius                          | röm.-kath.   | Konz/Oberemmel (Standort)                      | 1966                | Neue Pfarrkirche des Ortes. |
|      |         | St. Amandus und St. Vedastus              | röm.-kath.   | Kordel (Eifel) (Standort)                      | 1857                | Neugotische Saalkirche; Eine Besonderheit ist die aus England importierte Conacher-Orgel von 1914. |
|      |         | St. Valentin                              | röm.-kath.   | Korlingen (Standort)                           | 1769                | Schlichter Saalbau |
|      |         | St. Kunibert                              | röm.-kath.   | Köwerich (Standort)                            | 1874                | Saalkirche |
|      |         | St. Katharina                             | röm.-kath.   | Langsur (Standort)                             | 1781                | Spätbarocke Saalkirche mit romanischem Chorturm. |
|      |         | St. Briktius                              | röm.-kath.   | Langsur/Grewenich (Standort)                   | 1863                | Klassizistischer Saalbau |
|      |         | St. Remigius                              | röm.-kath.   | Langsur/Mesenich (Standort)                    | 1859                | Neugotische Saalkirche |
|      |         | St. Nikolaus und St. Katharina            | röm.-kath.   | Langsur/Metzdorf (Standort)                    | 1733                | Barocker Saalbau mit romanischem Chorturm. |
|      |         | St. Quentin                               | röm.-kath.   | Lampaden (Standort)                            | 1928                | |
|      |         | St. Stephanus                             | röm.-kath.   | Leiwen (Standort)                              | 1771/ 1922          | Barocke Saalkirche mit Seitenschiffen von 1922 und spätgotischem Chor |
|      |         | St. Eligius                               | röm.-kath.   | Longen (Standort)                              | 1495                | Spätgotischer Saalbau |
|      |         | St. Laurentius                            | röm.-kath.   | Longuich (Standort)                            | 1771                | Barocke Saalkirche. Eine Besonderheit ist die Späth-Orgel aus dem Jahr 1933. |
|      |         | St. Sebastian                             | röm.-kath.   | Longuich/Kirsch (Standort)                     | 1781                | Spätbarocke Saalkirche. |
|      |         | St. Gertrud                               | röm.-kath.   | Lorscheid (Standort)                           | 1805                | Klassizistische Pfarrkirche |
|      |         | St. Wendelin                              | röm.-kath.   | Mandern (Standort)                             | 1922                | |
|      |         | St. Anna                                  | röm.-kath.   | Mannebach (Standort)                           | 1853                | Klassizistische Saalkirche |
|      |         | St. Medardus                              | röm.-kath.   | Mehring (Mosel) (Standort)                     | 1834                | Klassizistische Saalkirche |
|      |         | St. Nikolaus                              | röm.-kath.   | Mehring (Mosel)/Lörsch (Standort)              | 17./18. Jh.         | Barocker Saalbau. |
|      |         | St. Martin                                | röm.-kath.   | Mertesdorf (Standort)                          | 1976                | Moderne Kirche mit barocker Ausstattung. |
|      |         | Johanneskirche                            | ev.          | Mertesdorf (Standort)                          | 1958                | |
|      |         | Neuapostolische Kirche                    | neuap.       | Mertesdorf (Standort)                          | 2000                | |
|      |         | St. Martin                                | röm.-kath.   | Merzkirchen (Standort)                         | 1849                | Saalkirche |
|      |         | St. Celsus und Ignatius                   | röm.-kath.   | Merzkirchen/Dittlingen (Standort)              | 1834                | Klassizistische Saalkirche |
|      |         | St. Gangolf                               | röm.-kath.   | Merzkirchen/Kelsen (Standort)                  | 1902                | Saalkirche |
|      |         | St. Lukas und St. Arnold                  | röm.-kath.   | Merzkirchen/Körrig (Standort)                  | 17. Jh.             | Saalkirche mit gotischem Kern |
|      |         | St. Sebastian                             | röm.-kath.   | Merzkirchen/Portz (Standort)                   | 1739                | Barocke Saalkirche |
|      |         | St. Isidor                                | röm.-kath.   | Merzkirchen/Rommelfangen (Standort)            | 1922                | Neubarocke Saalkirche |
|      |         | St. Blasius un St. Barbara                | röm.-kath.   | Merzkirchen/Südlingen (Standort)               | 1739                | Barocke Saalkirche |
|      |         | St. Martin                                | röm.-kath.   | Morscheid (Standort)                           | 1866                | |
|      |         | St. Elisabeth                             | röm.-kath.   | Naurath (Eifel) (Standort)                     | 1762/ 1823          | Barocker Saalbau. |
|      |         | St. Walburga und St. Quirin               | röm.-kath.   | Naurath (Wald) (Standort)                      | 1863                | Saalkirche |
|      |         | St. Josef                                 | röm.-kath.   | Neuhütten (Hochwald)/Muhl (Standort)           | 1953                | Aufgrund der Lage im Nationalpark Hunsrück-Hochwald oft auch als Nationalparkkirche bezeichnet. |
|      |         | St. Clemens                               | röm.-kath.   | Newel (Standort)                               | 1806                | Schlichter Saalbau |
|      |         | St. Abrunculus                            | röm.-kath.   | Newel/Beßlich (Standort)                       | 12. Jh.             | Romanische Chorturmkirche |
|      |         | St. Remigius                              | röm.-kath.   | Newel/Butzweiler (Standort)                    | 1759                | Spätbarocke Saalkirche |
|      |         | St. Paulinus                              | röm.-kath.   | Newel/Lorich (Standort)                        | 1737                | Barocker Saalbau |
|      |         | St. Martin                                | röm.-kath.   | Nittel (Standort)                              | 1761/ 1914          | Barocke Saalkirche, 1934 erweitert. |
|      |         | Rochuskapelle                             | röm.-kath.   | Nittel (Standort)                              |                     | Gotische Kapelle, Umbauten im 18. und 19. Jahrhundert. |
|      |         | St. Martin                                | röm.-kath.   | Nittel/Rehlingen (Standort)                    | 1700                | Barocke Filialkirche |
|      |         | St. Barbara                               | röm.-kath.   | Oberbillig (Standort)                          | 1864/ 1891          | Neuromanische Pfarrkirche |
|      |         | St. Valentin                              | röm.-kath.   | Ockfen (Standort)                              | 1906                | Neugotische Pfarrkirche |
|      |         | St. Thomas                                | röm.-kath.   | Ollmuth (Standort)                             | 1834                | Schlichte Saalkirche |
|      |         | St. Hubertus                              | röm.-kath.   | Onsdorf (Standort)                             | 1929                | |
|      |         | St. Clemens                               | röm.-kath.   | Osburg (Standort)                              | 1958                | Moderne Pfarrkirche mit freistehendem romanischen Rundturm. |
|      |         | St. Agatha                                | röm.-kath.   | Palzem (Standort)                              | 1833                | Klassizistische Saalkirche |
|      |         | St. Wendelin und St. Gangolf              | röm.-kath.   | Palzem/Dilmar (Standort)                       | 1738                | Barocke Saalkirche |
|      |         | St. Isidor                                | röm.-kath.   | Palzem/Esingen (Standort)                      | 1933                | Barocke Saalkirche |
|      |         | St. Bartholomäus                          | röm.-kath.   | Palzem/Helfant (Standort)                      | 1849                | Klassizistische Saalkirche mit stattlicher Doppelturmfassade |
|      |         | Marienkapelle (Schmerzhafte Muttergottes) | röm.-kath.   | Palzem/Helfant (Standort)                      | 1891                | Neugotische Kapelle |
|      |         | Heilig Kreuz                              | röm.-kath.   | Palzem/Kreuzweiler (Standort)                  | 1762/ 1848          | Barocke Saalkirche mit klassizistischem Turm |
|      |         | St. Markus                                | röm.-kath.   | Palzem/Wehr (Standort)                         | 17. Jh.             | |
|      |         | St. Josef                                 | röm.-kath.   | Paschel (Standort)                             | 1844                | Schlichter Saalbau |
|      |         | St. Antonius                              | röm.-kath.   | Pellingen (Standort)                           | 1727/ 1949          | Barocke Saalkirche; 1949 erweitert. |
|      |         | St. Johannes der Täufer                   | röm.-kath.   | Pluwig (Standort)                              | 1805 1860 1910      | Klassizistische Saalkirche; mehrfach erweitert. |
|      |         | St. Andreas                               | röm.-kath.   | Pölich (Standort)                              | 1789                | Barocke Saalkirche |
|      |         | St. Martin                                | röm.-kath.   | Ralingen (Standort)                            | 1810                | |
|      |         | St. Lambertus                             | röm.-kath.   | Ralingen/Edingen (Standort)                    | 1860                | Klassizistische Saalkirche mit romanischem Turm |
|      |         | St. Nikolaus                              | röm.-kath.   | Ralingen/Godendorf (Standort)                  | 1861                | Klassizistischer Saalbau |
|      |         | St. Antonius der Einsiedler               | röm.-kath.   | Ralingen/Kersch (Standort)                     | 12. Jh.             | Romanischer/Gotischer Saalbau |
|      |         | St. Clemens                               | röm.-kath.   | Ralingen/Olk (Standort)                        | 11./12. Jh.         | Romanische Chorturmkirche |
|      |         | St. Jakobus der Ältere                    | röm.-kath.   | Ralingen/Wintersdorf (Standort)                | 1902                | Neuromanische Pfarrkirche mit aufwendiger romanischer Ostturmanlage aus der Zeit um 1100. |
|      |         | St. Remigius                              | röm.-kath.   | Reinsfeld (Standort)                           | 1909                | Neuromanische Pfarrkirche |
|      |         | St. Martin                                | röm.-kath.   | Riol (Standort)                                | 1764                | Barocke Saalkirche |
|      |         | St. Cornelius                             | röm.-kath.   | Riveris (Standort)                             | 1853                | Schlichte Saalkirche |
|      |         | St. Laurentius                            | röm.-kath.   | Saarburg (Standort)                            | 1854/ 1949          | Neugotische Stadtpfarrkirche mit mittelalterlichem Doppelturm. Wiederaufbau nach dem Zweiten Weltkrieg ohne Gewölbe. |
|      |         | Evangelische Kirche                       | ev.          | Saarburg (Standort)                            | 1893                | Neugotische Saalkirche. |
|      |         | Mariä Heimsuchung                         | röm.-kath.   | Saarburg/Beurig (Standort)                     | 1512–1529           | Spätgotische Staffelhalle und Marienwallfahrtskirche. Zwischen 1608 und 1802 befand sich hier ein Franziskanerkonvent. |
|      |         | St. Matthias                              | röm.-kath.   | Saarburg/Kahren (Standort)                     | 1733/ 1852/ 1913    | Barocke Saalkirche mit neubarocker Erweiterung. |
|      |         | Mariä Himmelfahrt                         | röm.-kath.   | Saarburg/Krutweiler (Standort)                 | 1718                | Barocke Saalkirche |
|      |         | St. Bartholomäus                          | röm.-kath.   | Saarburg/Niederleuken (Standort)               | 1953                | Saalbau |
|      |         | St. Albanus                               | röm.-kath.   | Schillingen (Standort)                         | 1825                | Klassizistische Saalkirche mit romanischem Turm. |
|      |         | St. Johannes der Täufer                   | röm.-kath.   | Schleich (Standort)                            | 1788                | Barocke Saalkirche mit spätgotischem Chor |
|      |         | St. Paulus und St. Maria Magdalena        | röm.-kath.   | Schoden (Standort)                             | 1842                | Klassizistische Saalkirche |
|      |         | St. Johannes der Täufer                   | röm.-kath.   | Schömerich (Standort)                          | 1874                | Klassizistischer Saalbau |
|      |         | St. Andreas                               | röm.-kath.   | Schöndorf (Ruwer) (Standort)                   | 1839                | Klassizistische Saalkirche |
|      |         | St. Martin                                | röm.-kath.   | Schweich (Standort)                            | 1896                | Neugotische Stadtpfarrkirche |
|      |         | Evangelische Kirche                       | ev.          | Schweich (Standort)                            | 1994                | |
|      |         | St. Georg                                 | röm.-kath.   | Schweich/Issel (Standort)                      | 1757                | Barocke Saalkirche |
|      |         | St. Martin                                | röm.-kath.   | Serrig (Standort)                              | 1895                | Neugotische Pfarrkirche |
|      |         | St. Quiriacus und St. Auctor              | röm.-kath.   | Taben-Rodt (Standort)                          | 1729/ 1951          | Barocke Saalkirche mit Kern aus dem 11. Jahrhundert. 1945 durch Brandstiftung zerstört und bis 1951 wiederaufgebaut. Grablege des Heiligen Quiriakus. |
|      |         | St.-Michaels-Kapelle                      | röm.-kath.   | Taben-Rodt (Standort)                          | 1482/ 1833          | Gotische bzw. neugotische Kapelle. |
|      |         | St. Fabian und Sebastian                  | röm.-kath.   | Taben-Rodt/Hamm (Standort)                     | ~ 15./16. Jh./ 1733 | Spätgotische Saalkirche |
|      |         | St. Peter und Paul                        | röm.-kath.   | Tawern (Standort)                              | 1909                | Neugotische Pfarrkirche. Eine Besonderheit ist die Späth-Orgel aus dem Jahr 1929. |
|      |         | St. Margarethenkapelle                    | röm.-kath.   | Tawern (Standort)                              | 1727                | Barocker Saalbau |
|      |         | St. Willibrord                            | röm.-kath.   | Tawern/Fellerich (Standort)                    | 1846                | |
|      |         | St. Peter                                 | röm.-kath.   | Temmels (Standort)                             | 1862                | Neugotische Pfarrkirche. |
|      |         | St. Pauli Bekehrung                       | röm.-kath.   | Thomm (Standort)                               | 1965                | Zeltförmiges Kirchengebäude |
|      |         | St. Maternus                              | röm.-kath.   | Thörnich (Standort)                            | 1790                | Spätbarocke Saalkirche |
|      |         | St. Erasmus                               | röm.-kath.   | Trassem (Standort)                             | 1893                | Neugotische Pfarrkirche. |
|      |         | St. Dionysius                             | röm.-kath.   | Trierweiler (Standort)                         | 1894                | Neugotische Pfarrkirche. Eine Besonderheit ist die Voit-Orgel aus dem Jahr 1901. |
|      |         | St. Wolfgang                              | röm.-kath.   | Trierweiler/Fusenich (Standort)                | 1853                | Klassizistischer Saalbau |
|      |         | St. Johannes Evangelist                   | röm.-kath.   | Trierweiler/Sirzenich (Standort)               | 1436/ 1681          | Barocker Saalbau mit gotischem Chor. |
|      |         | St. Agritius                              | röm.-kath.   | Trierweiler/Udelfangen (Standort)              | 1885                | Neugotische Saalkirche |
|      |         | St. Clemens                               | röm.-kath.   | Trittenheim (Standort)                         | 1793                | Spätbarocke Saalkirche. Die Stumm-Orgel aus dem Jahr 1840 wird in den nächsten Jahren rekonstruiert. |
|      |         | Maria Königin                             | röm.-kath.   | Vierherrenborn (Standort)                      | 1960                | |
|      |         | St. Laurentius                            | röm.-kath.   | Waldrach (Standort)                            | 1906                | Neugotische Staffelhalle nach den Plänen von Peter Marx. |
|      |         | St. Willibrord                            | röm.-kath.   | Waldweiler (Standort)                          | 1972                | |
|      |         | St. Aper                                  | röm.-kath.   | Wasserliesch (Standort)                        | 1911                | Neubarocke Pfarrkirche nach den Plänen von Peter Marx. |
|      |         | St. Sebastian                             | röm.-kath.   | Wawern (Saar) (Standort)                       | 1928                | |
|      |         | St. Peter                                 | röm.-kath.   | Welschbillig (Standort)                        | 1890                | Neugotische Pfarrkirche |
|      |         | St. Markus                                | röm.-kath.   | Welschbillig/Hofweiler (Standort)              | 1931                | |
|      |         | St. Dionysius                             | röm.-kath.   | Welschbillig/Ittel (Standort)                  | 1810/ 1928          | Barocke Saalkirche mit romanischem Turm aus der Zeit um 1200. 1928 Erweiterung im neubarocken Stil. |
|      |         | St. Nikolaus                              | röm.-kath.   | Welschbillig/Ittel/Kyll an der Kyll (Standort) | 1869                | Klassizistische Hofkapelle |
|      |         | St. Mariä Unbefleckte Empfängnis          | röm.-kath.   | Welschbillig/Ittel/Kyll an der Kyll (Standort) | 1897                | Neugotischer Saalbau |
|      |         | St. Luzia                                 | röm.-kath.   | Welschbillig/Möhn (Standort)                   | 1774                | Barocke Saalkirche mit romanischem Turm. |
|      |         | St. Kunibert                              | röm.-kath.   | Wellen (Mosel) (Standort)                      | 1893                | |
|      |         | St. Martin                                | röm.-kath.   | Wiltingen (Standort)                           | 1910                | Neugotische Pfarrkirche |
|      |         | St. Peter                                 | röm.-kath.   | Wincheringen (Standort)                        | 1884                | Neugotische Pfarrkirche ohne Turm (!) |
|      |         | St. Lucia                                 | röm.-kath.   | Wincheringen/Bilzingen (Standort)              | 1686/ 1856          | Barocke Saalkirche |
|      |         | St. Bernhard                              | röm.-kath.   | Wincheringen/Söst (Standort)                   | 1890                | Neugotische Saalkirche |
|      |         | St. Remigius                              | röm.-kath.   | Zemmer (Standort)                              | 1909                | Neugotische Pfarrkirche nach den Plänen von Architekt Peter Marx. |
|      |         | St. Willibrord                            | röm.-kath.   | Zemmer/Daufenbach (Standort)                   | 1734                | Barocker Saalbau |
|      |         | St. Michael                               | röm.-kath.   | Zemmer/Rodt (Standort)                         | 1818                | Nachbarocker Saalbau |
|      |         | St. Martin und Thekla                     | röm.-kath.   | Zemmer/Schleidweiler (Standort)                | 1751                | Barocke Saalkirche mit romanischem Turm aus dem 12. Jahrhundert. 1922 erweitert. |
|      |         | St. Laurentius                            | röm.-kath.   | Zerf (Standort)                                | 1829                | Klassizistische Saalkirche |
|      |         | St. Wendelinus                            | röm.-kath.   | Zerf/Oberzerf (Standort)                       | 1952                | |
|      |         | St. Antonius von Padua                    | röm.-kath.   | Züsch (Standort)                               | 1911                | Neubarocke Pfarrkirche |
|      |         | Evangelische Kirche                       | ev.          | Züsch (Standort)                               | 1837                | Klassizistische Saalkirche; Eine Besonderheit ist die 2002 erbaute Orgel im Stil einer spanischen Barockorgel. |